# Sphodromerus sacer
Sphodromerus sacer är en insektsart som beskrevs av Giglio-tos 1893. Sphodromerus sacer ingår i släktet Sphodromerus och familjen gräshoppor. Inga underarter finns listade i Catalogue of Life.